# Émile Marcus
Pour les articles homonymes, voir Marcus.
Émile Marcus, né le 29 juin 1930 à Neuilly-Plaisance (Seine-Saint-Denis), est un religieux catholique français, archevêque émérite de Toulouse.

## Biographie

### Formation
Après être entré au séminaire Saint-Sulpice à Issy-les-Moulineaux, il poursuit sa formation à Rome, où il obtient un doctorat en théologie à l'université pontificale Saint-Thomas-d'Aquin.
Il est ordonné prêtre le 29 juin 1957 pour l'archidiocèse de Paris avant d'entrer dans la Compagnie des prêtres de Saint-Sulpice (sulpiciens) en 1958.

### Principaux ministères
L'essentiel de son ministère sacerdotal a été consacré à la formation des prêtres. Il a ainsi été professeur au Grand séminaire de Rodez en 1960, professeur puis supérieur du séminaire de la Mission de France à partir de 1962, professeur et supérieur du séminaire Saint-Sulpice à Issy-les-Moulineaux en 1969, puis du séminaire de l'Institut catholique de Paris en 1972.
Nommé évêque auxiliaire de Paris le 16 février 1977, il est consacré le 13 mai suivant par l'archevêque de Paris, le cardinal François Marty. Il est ensuite nommé évêque de Nantes le 15 avril 1982. Il est élu vice-président de la Conférence des évêques de France en 1990 pour un mandat de trois ans son mandat est renouvelé en 1993. Il est nommé évêque coadjuteur de Toulouse, Saint Bertrand de Comminges et Rieux  le 7 mai 1996, avant d'être archevêque de Toulouse du 3 décembre 1996 au 11 juillet 2006.
Depuis qu'il s'est retiré de sa charge épiscopale, il est aumônier de la Maison Mère des Petites Sœurs des Pauvres à Saint-Pern en Ille-et-Vilaine depuis 2007 et membre de l'équipe animatrice de la Maison Charles de Foucauld.